# Schmalblättriger Lein
Schmalblättriger Lein (Linum tenuifolium), auch Schmalblatt-Lein und Zarter Lein genannt, ist eine Art aus der Gattung Lein (Linum).

## Beschreibung
Der Schmalblättrige Lein ist eine ausdauernde Pflanze. Die Wurzel ist kräftig, spindelförmig und kaum verzweigt, zudem bildet er einen stark verzweigten Erdstock. Neben Blühsprossen werden auch sterile Sprosse gebildet. Er erreicht eine Wuchshöhe von (10) 15 bis 45 Zentimetern. Die Stängel sind aufrecht oder aufsteigend und stehen meist zu mehreren. Am Grund sind die Stängel verholzt. Sie sind wenig verzweigt. Am Grund sind sie kurzflaumig behaart.
Die Blätter sind wechselständig. Sie haben keine basalen Drüsen. Die mittleren Blätter sind 10 bis 25 (30) Millimeter lang und 1 bis 1,5 Millimeter breit und linealisch. Die Blätter sind einnervig und am Rand durch kleine Zähnchen rau. Sie sind flach oder am Rand etwas eingerollt.

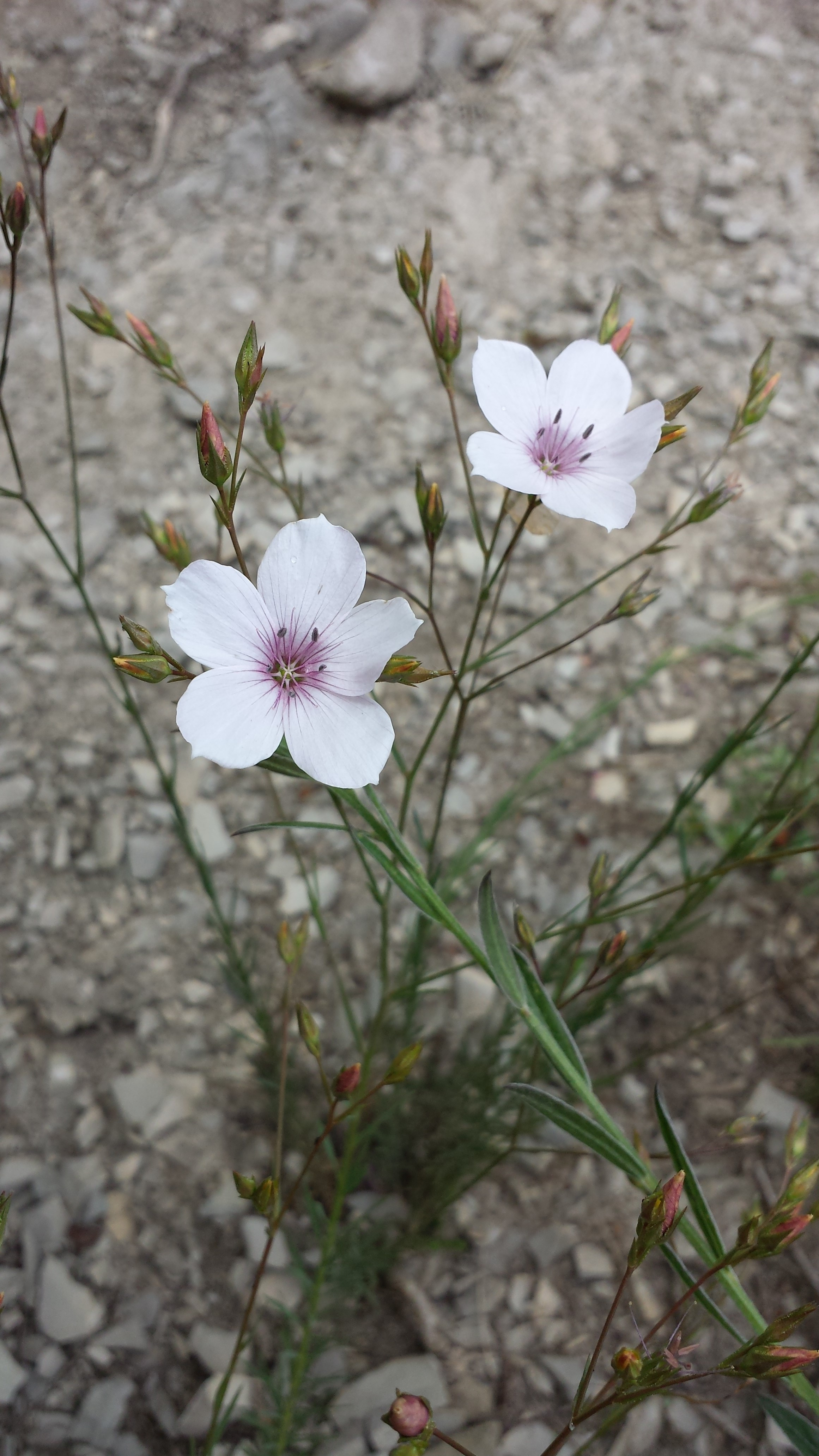
Schmalblättriger Lein (Linum tenuifolium)

Die Blüten haben einen Durchmesser von bis zu 22 Millimeter. Die Blütenstiele sind gleich lang oder etwas kürzer als die Tragblätter. Die Kelchblätter sind 5 bis 7 (8) Millimeter lang. Ihre Form ist eilanzettlich, am Ende zugespitzt. Sie sind einnervig, der Blattrand ist drüsig bewimpert und fein gezähnt. Die Kronblätter sind 10 bis 15 Millimeter lang und frei. Die Farbe ist hell-lila oder weißlich. Die Staubblätter sind 6 bis 7 Millimeter lang. Am verbreiterten Grund sind sie behaart. Die Griffel sind dünn, rund 6 Millimeter lang und tragen eine kopfige Narbe. Die Blütezeit ist Juni und Juli, die Bestäubung erfolgt hauptsächlich durch Insekten (Entomophilie), auch Selbstbefruchtung kommt vor.
Der Fruchtstiel ist aufrecht. Die Kapsel ist fast kugelig. Sie ist 2,7 bis 3,5 (4) Millimeter lang und kahl. Der Schnabel ist rund 0,7 Millimeter lang und zugespitzt. Die Samen sind länglich, schmal und rund 2 Millimeter lang. Die Oberfläche ist glatt und hellbraun.
Die Chromosomenzahl beträgt 2n = 16 oder 18.

## Verbreitung
Der Schmalblättrige Lein ist ursprünglich von Europa nach Westasien und dem Kaukasusraum bis zum Iran verbreitet. In Algerien ist seine Ursprünglichkeit zweifelhaft.
Im Südwesten Deutschlands kommt er hauptsächlich auf Magerrasen vor, die nördlichsten Vorkommen Deutschlands liegen im Leinetal im südlichen Niedersachsen sowie an der Mosel.
Er wächst auf Kalktrockenrasen und in Felssteppen. Er ist in Mitteleuropa eine Xerobromion-Verbandscharakterart. Dabei bevorzugt er trockene, kalkreiche, lockere Lehm- und Lössböden, sowie Stein- und Kiesböden. Er kommt bis in die montane Höhenstufe vor, im Kanton Wallis und in Südtirol am Monte Cles kommt er bis in 1500 Meter Meereshöhe vor.
Die ökologischen Zeigerwerte nach Landolt et al. 2010 sind in der Schweiz: Feuchtezahl F = 1+ (trocken), Lichtzahl L = 4 (hell), Reaktionszahl R = 4 (neutral bis basisch), Temperaturzahl T = 4+ (warm-kollin), Nährstoffzahl N = 3 (mäßig nährstoffarm bis mäßig nährstoffreich), Kontinentalitätszahl K = 4 (subkontinental).

## Bilder

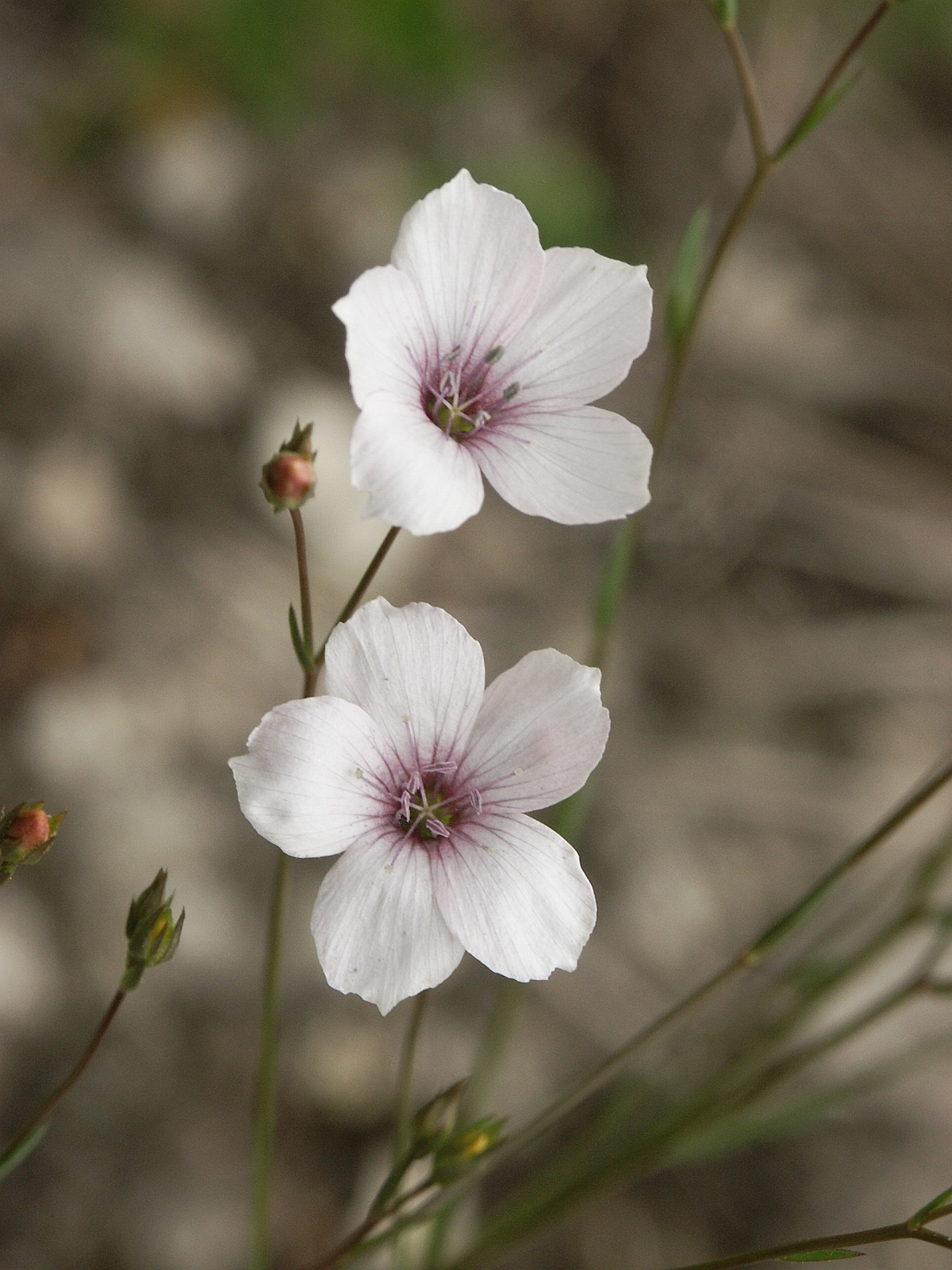
Schmalblättriger Lein, Blüten
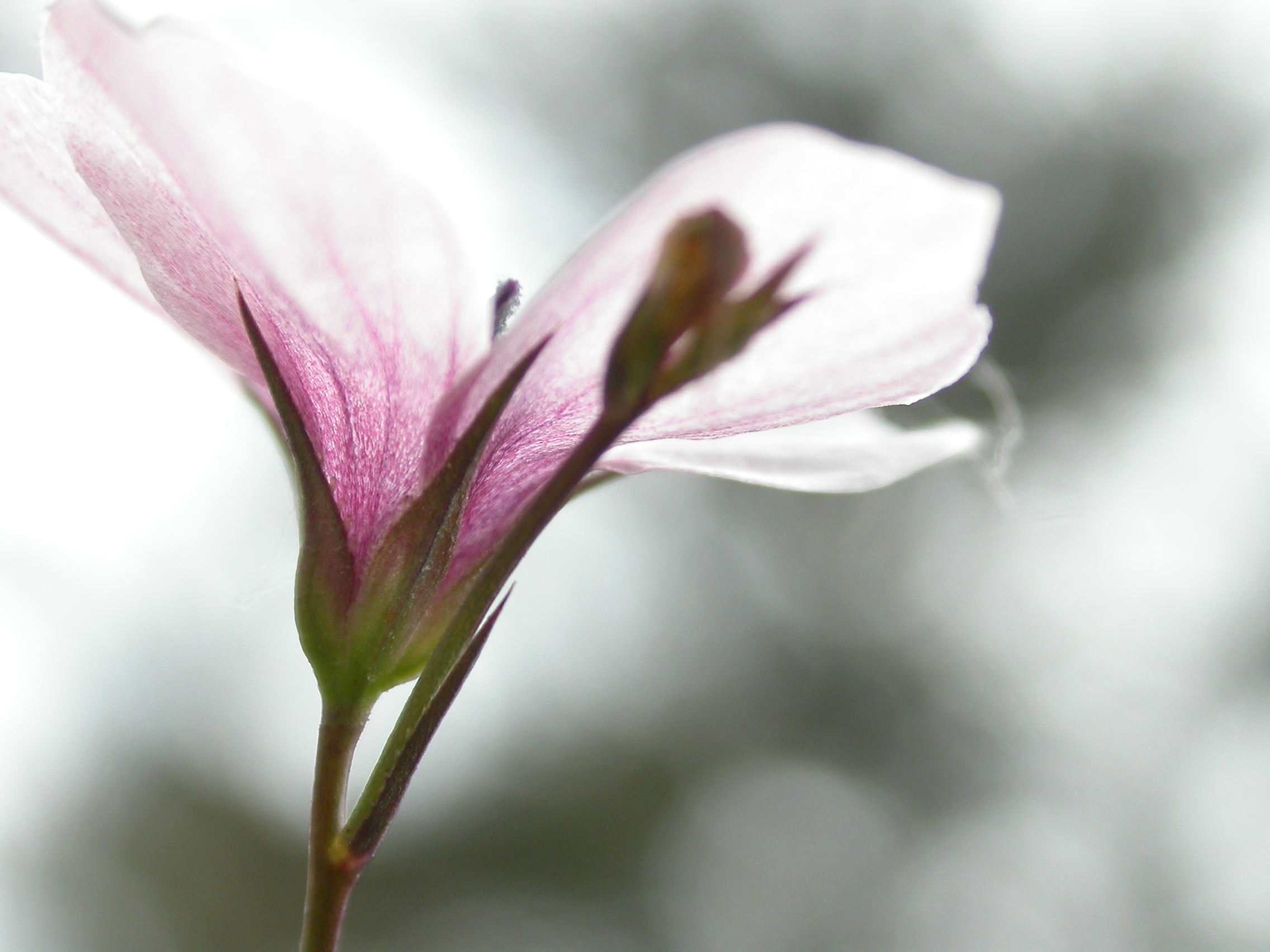
Blüte mit Kelchblättern
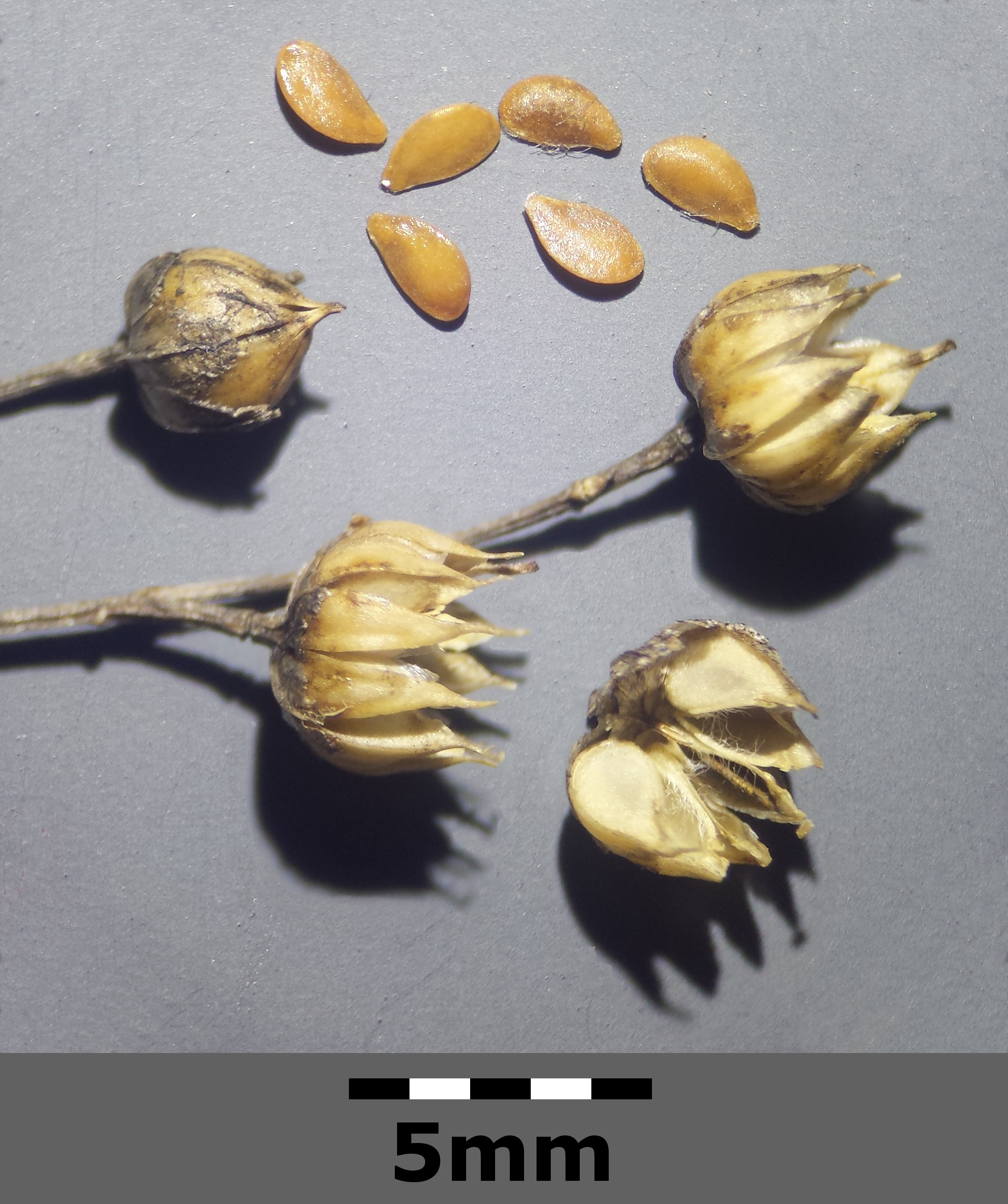
Kapselfrüchte mit Samen
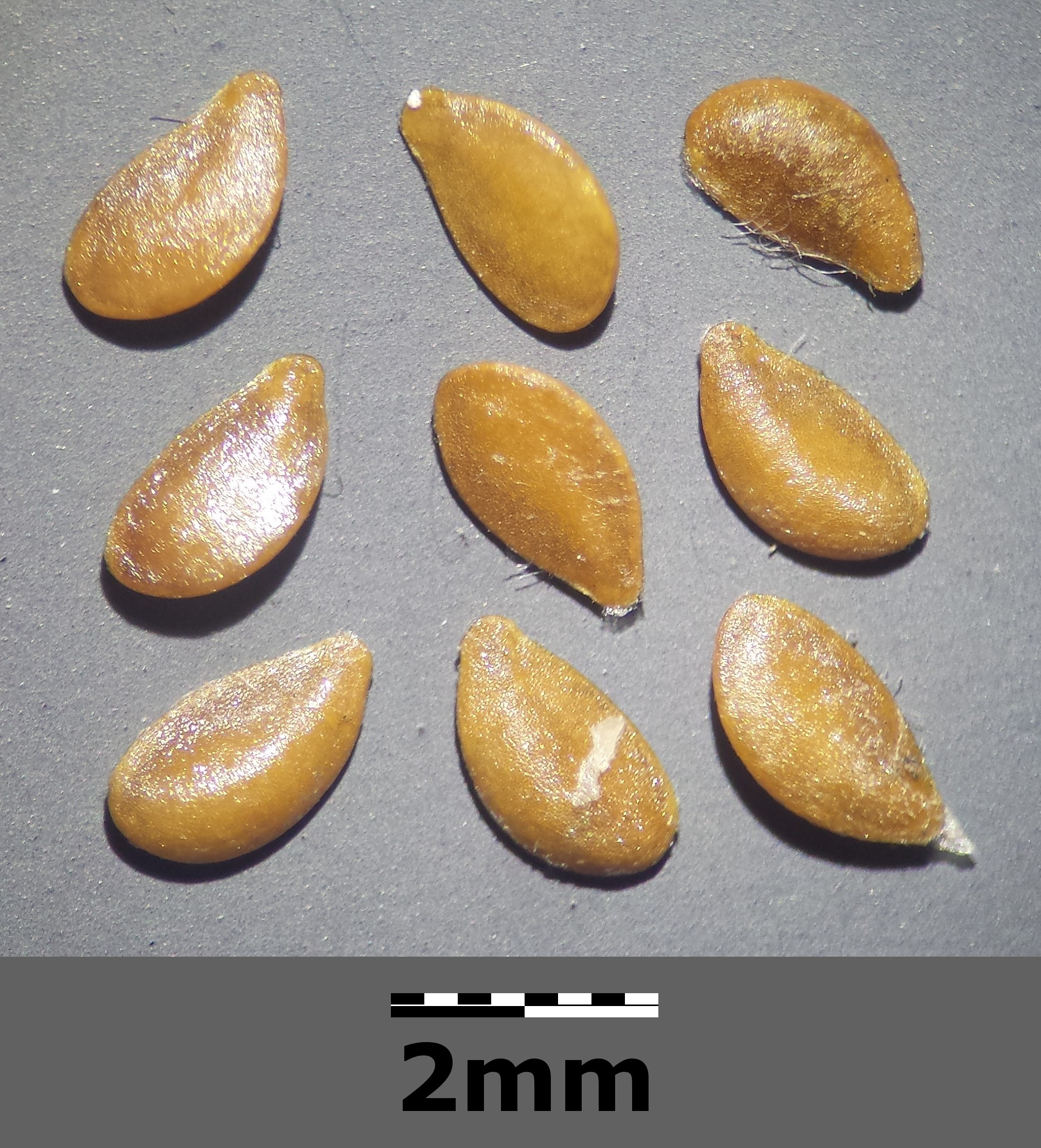
Samen